# Applike

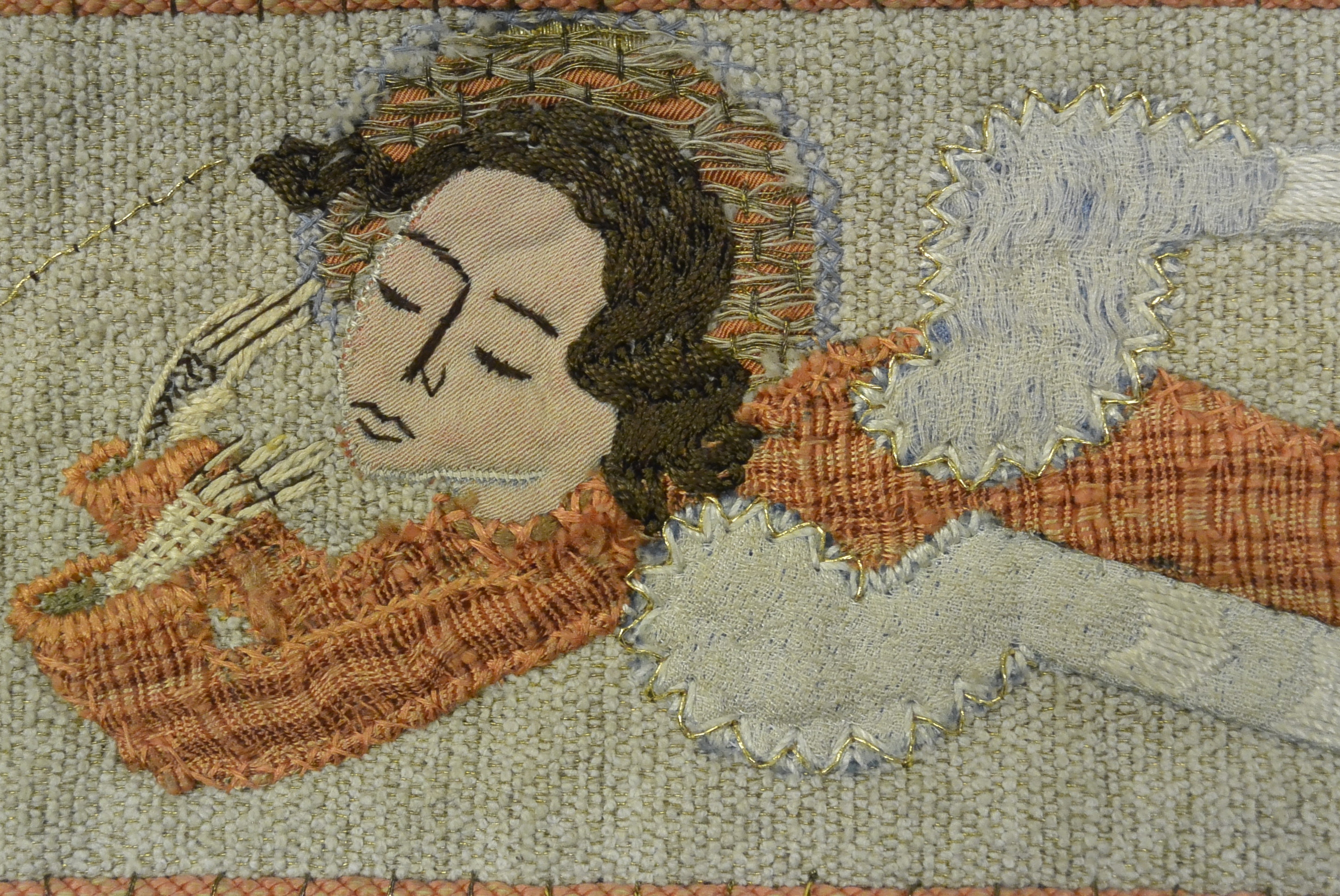
Detail einer textilen Applikation auf einer Kasel, 2016

Eine Applike oder Applikation (franz. applique‚ ‚Verzierung‘, von lat. applicare ‚anfügen‘) bezeichnet im Kunsthandwerk flache Zierstücke aus silhouettiertem, meist à jour gearbeitetem Material, etwa Elfenbein, Schildpatt, Filz oder Spitze, die auf einem Gegenstand des gleichen oder anderen Materials appliziert, also aufgesetzt werden.
Darüber hinaus bezeichnet Applike auch eine ein- oder mehrarmige Wandleuchte für Kerzen, wie sie seit der Gotik in Gebrauch war und während des Rokoko ihren Höhepunkt erfuhr.

## Anwendungsbereiche

### Textilien

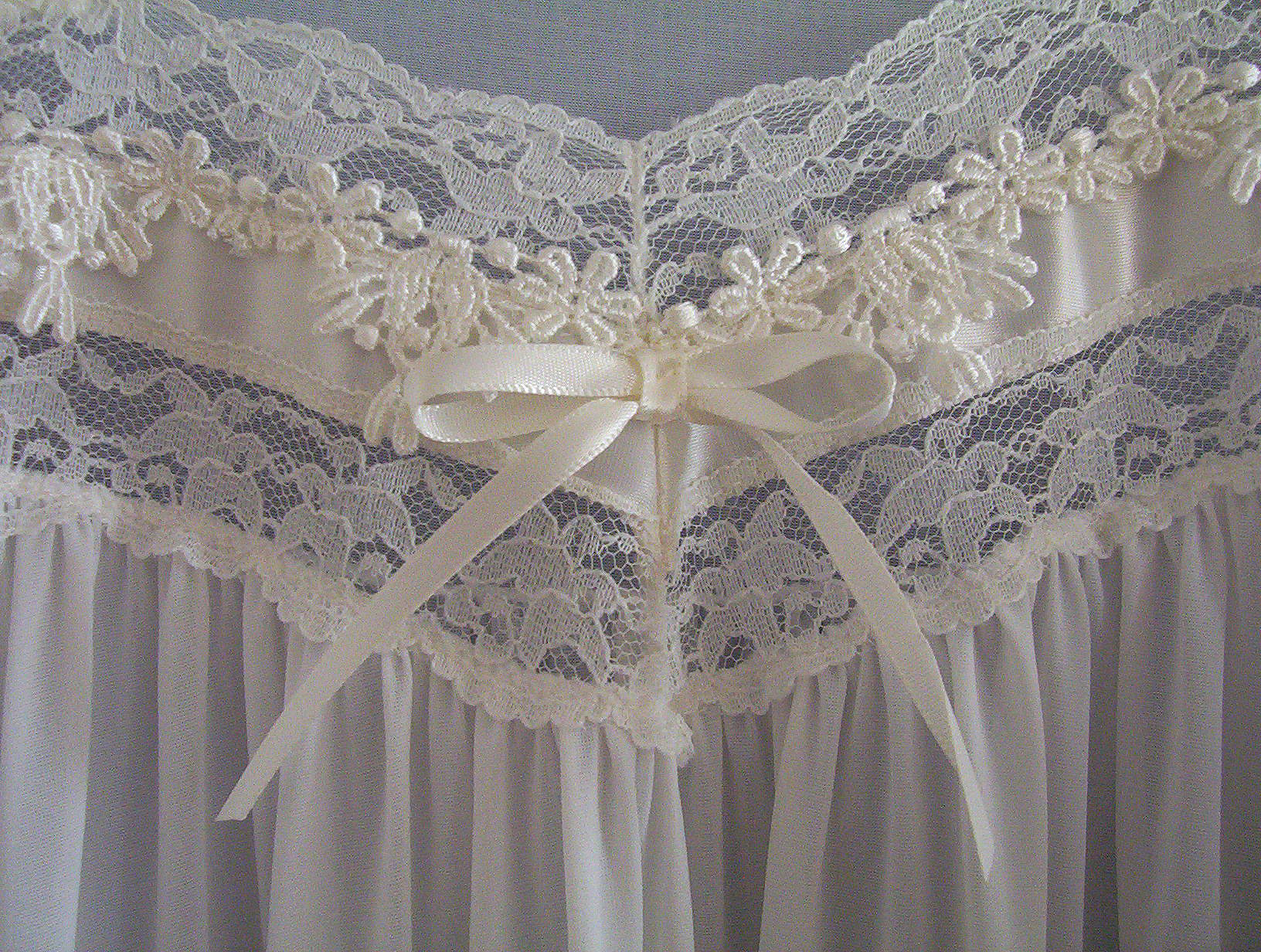
Spitzenapplikation auf einem Nachthemd

Im Textilwesen sind Applikationen seit dem 5. Jahrhundert bekannt. Es handelt sich meist um textile Verzierungen aus Spitze oder Leder, die auf ein anderes Textil aufgenäht oder aufgeklebt werden. Auch Stoffapplikationen bei der Anfertigung von Quilts sind weit verbreitet. Bei der Applikationsstickerei werden die Appliken oft unterfüttert und erscheinen dadurch erhaben. Im Gegensatz zur Intarsie sind Applikationen immer auf der Oberfläche angebracht.

### Metalle

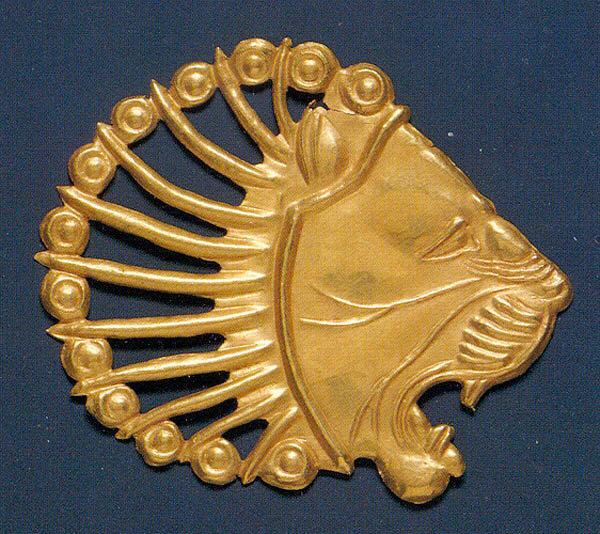
Applike in Form eines Löwenkopfes, Vorderasien, 6.–4. Jhd. v. Chr., Metropolitan Museum of Art.

In der Antike wurden Kanten und Ecken von Holztruhen oder Pferdewagen mit massiveren Appliken meist aus Bronze verziert, die wegen ihrer rein dekorativen Funktion nicht als Beschlag definiert werden. Die silhouettierten Dekorstücke wurden meist in Form von Reliefs aus Elfenbein, Schildpatt oder Keramik gefertigt. Gegossene, auch geschmiedete und feuervergoldete Dekorstücke, die man vor allem im Spätbarock in der Möbelherstellung verwendete, werden meist Beschläge genannt, in seltenen Fällen aber auch als Applike bezeichnet.